# Pterophorus niveodactyla
Pterophorus niveodactyla is een vlinder uit de familie vedermotten (Pterophoridae). De wetenschappelijke naam van deze soort is voor het eerst geldig gepubliceerd in 1900 door Arnold Pagenstecher.
De soort komt voor in het Afrotropisch gebied.